# Таміка лісова

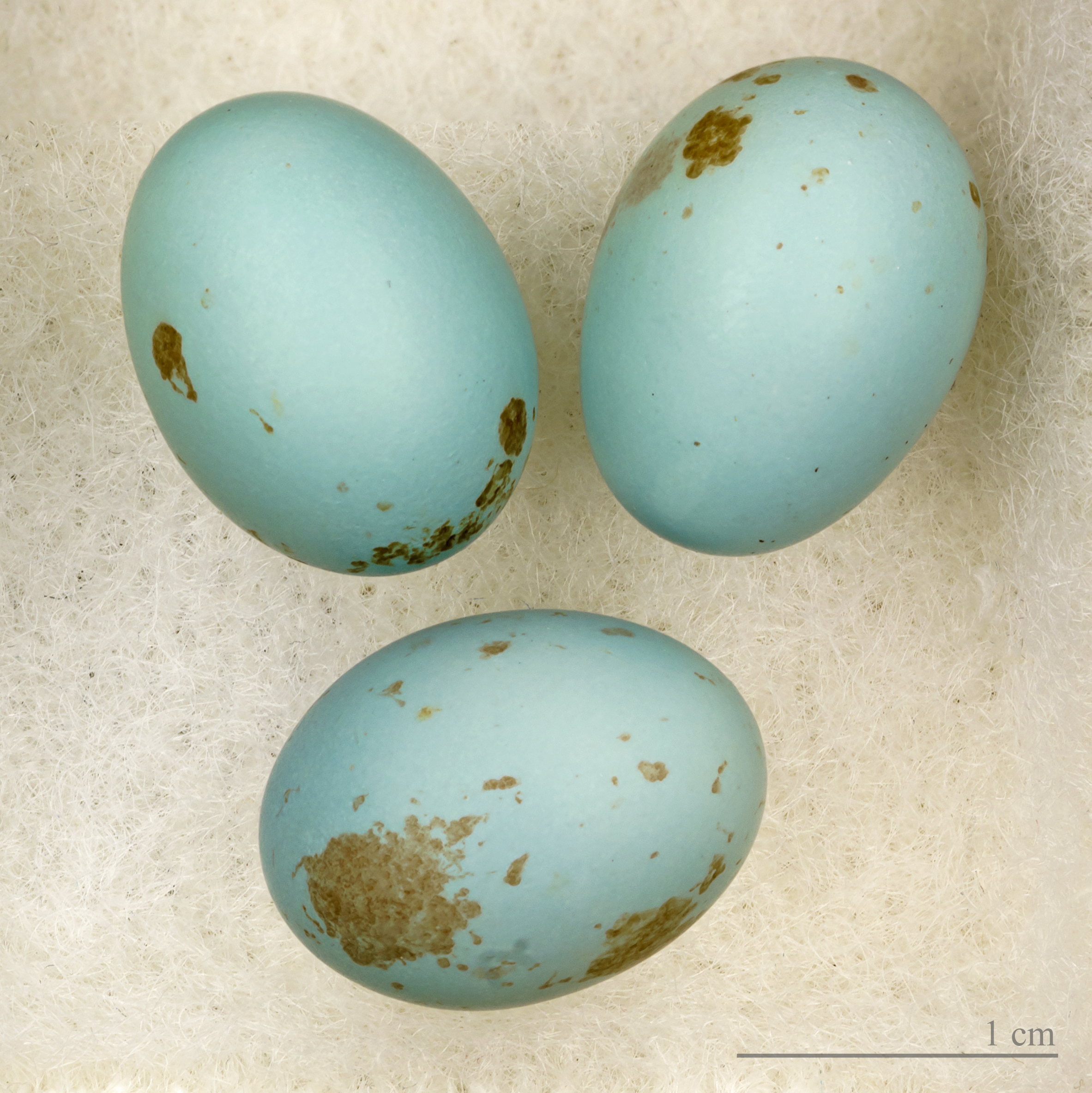
Яйця лісової таміки (Тулузький музей)

Та́міка лісова (Cisticola anonymus) — вид горобцеподібних птахів родини тамікових (Cisticolidae). Мешкає переважно в Центральній Африці.

## Поширення і екологія
Лісові таміки поширені в Нігерії, Камеруні, Габоні, ЦАР, Екваторіальній Гвінеї, ДР Конго, Республіці Конго і Анголі. Окрема популяція лісових тамік мешкає в Сьєрра-Леоне. Вони живуть у вологих чагарникових заростях, у рівнинних і гірських тропічних лісах, на луках, болотах і плантаціях.